# Al Kasha
Al Kasha (* 22. Januar 1937 in New York City; † 14. September 2020 in Los Angeles) war ein US-amerikanischer Komponist und Songschreiber.

## Leben und Wirken
Kasha begann im Alter von 17 Jahren mit dem Schreiben von Liedern. So stammten die Songs My Empty Arms, I’m Comin’ Back to You und Forever and a Day der R’n’B-Legende Jackie Wilson aus seiner Feder. 1960 unterschrieb Kasha einen Vertrag bei Columbia Records, in deren Auftrag er Musik für verschiedene Fernsehserien komponierte. In den folgenden Jahren arbeitete Kasha mit Clive Davis, Eydie Gormé, Neil Diamond, Rodney Dangerfield und Aretha Franklin.
1971 tat Kasha sich mit Joel Hirschhorn zusammen. Beide wurden viermal für den Oscar, viermal für den Golden Globe und zweimal für den Tony Award nominiert.
1973 bekamen sie den Oscar für The Morning After in Die Höllenfahrt der Poseidon, gesungen von Maureen McGovern, und 1975 für We May Never Love Like This Again, den Titelsong des Filmes Flammendes Inferno, welcher ebenfalls von Maureen McGovern gesungen wurde.
Kasha und Hirschhorn verkauften 93 Millionen Tonträger und schrieben drei Bücher. Nachdem sich Mitte der 1980er ihre Wege trennten, komponierte und produzierte Kasha die Las Vegas Revue Let the Good Times Roll. Von 1995 bis 1998 war er Präsident der Family Channel’s music division. In dieser Zeit gründete er seine eigene Produktionsfirma Kasha Entertainment Company, dort arbeitete er unter anderem mit David Foster zusammen. 2004 bekam Al Kasha einen ASCAP Country Award für Streets of Heaven von Sherrié Austin verliehen.
Er starb am 14. September 2020 im Alter von 83 Jahren.